# Тойота Корола
„Тойота Корола“ (Toyota Corolla) е модел средни автомобили (сегмент C) на японския производител „Тойота“, произвеждан в 12 последователни поколения от 1966 година насам.
Моделът има голям успех и през 1974 година става най-продаваният в света, а през следващите десетилетия остава сред най-популярните автомобили. През 1997 година „Корола“ става най-продаваният от създаването си модел в света като изпреварва дотогавашния лидер „Фолксваген Тип 1“. През юли 2013 година „Тойота Корола“ надхвърля с общите продажби на 11-те си поколения 40 милиона произведени автомобила.
Тойота Корола се предлага на българския пазар от 1994 г.

## Първо поколение (1966)
Първото поколение на „Корола“ е представено през октомври 1966 година. Тацуо Хасегава, главен инженер на проекта, решава да заложи на автомобил, който да предлага спортно усещане и като визия, и като управление. За първи път в японски автомобил се внедрява иновация като MacPherson окачване, 4 степенна трансмисия и светлина за задна скорост.
Първото поколение е със задно задвижване, 64 к.с. и кубатура от 1077 см3. Поколението прави препратка към древногръцката и римската митология с наименованията на цветовете си: афродитено бяло, зевсово синьо, аполоново червено, нептунов тюркоаз и др.